# 32
Évszázadok: i. e. 1. század – 1. század – 2. század
Évtizedek: i. e. 10-es évek – i. e. 1-es évek – 1-es évek – 10-es évek – 20-as évek – 30-as évek – 40-es évek – 50-es évek – 60-as évek – 70-es évek – 80-as évek
Évek: 27 – 28 – 29 – 30 –  31 – 32 – 33 – 34 – 35 – 36 – 37

## Események

### Római Birodalom
- Cnaeus Domitius Ahenobarbust és Lucius Arruntius Camillus Scribonianust (helyettese júliustól Aulus Vitellius) választják consulnak.
- Tiberius császár elhagyja Caprit és megközelíti Rómát, de nem lép be a városba, hanem visszatér a szigetre ahol szexuális kicsapongásokba merül.
- Folytatódnak a Seianus barátai, rokonai elleni koncepciós perek, több lovagot és szenátort kivégeznek.
- Rómában akadozik a gabonaellátás, majdnem zavargásokra kerül sor.
- Palmyrában felépül Bél nagy temploma.

## Születések
- Április 28. - Otho római császár
- Pan Csao, kínai hadvezér, történetíró
- Pan Ku, kínai történetíró

## Halálozások
- Lucius Calpurnius Piso Caesonius, római politikus